# Sven Hanuschek
Sven Hanuschek (* 29. Mai 1964 in Essen) ist ein deutscher Literaturwissenschaftler, Publizist und Hochschullehrer an der Ludwig-Maximilians-Universität München (LMU).

## Leben und Wirken
Hanuschek studierte Neuere Deutsche Literatur, Philosophie, Psycholinguistik und Theaterwissenschaft an der Ludwig-Maximilians-Universität München. 1993 wurde er dort mit einer Arbeit über Heinar Kipphardts Dramen und ein Konzept des Dokumentartheaters als Historiographie promoviert. Von 1993 bis 1995 arbeitete er als freier Publizist und Rezensent vor allem für die Frankfurter Rundschau. 2003 habilitierte er sich ebenfalls an der LMU München, wo er anschließend als Privatdozent tätig war. Seit 2004 ist Hanuschek Geschäftsführender Referent des Departements für Germanistik, Komparatistik, Nordistik und Deutsch als Fremdsprache an der Fakultät für Sprach- und Literaturwissenschaften der LMU München. Seit 2007 ist er zudem Mitherausgeber von treibhaus. Jahrbuch für die Literatur der fünfziger Jahre. Seit 2000 ist Hanuschek Mitglied der Schriftstellervereinigung P.E.N.; seit 2008 ist er Vorsitzender der Internationalen Heinar Kipphardt Gesellschaft. Seit 2009 lehrt Hanuschek als Außerplanmäßiger Professor an der LMU München.
Hanuschek ist einer der bedeutendsten Kenner des Werkes von Erich Kästner. 1999 legte er unter dem Titel Keiner blickt dir hinter das Gesicht eine umfangreiche Biografie Kästners vor, gefolgt von einer Briefedition Kästners und von dessen geheimen Kriegstagebuch. Außerdem befasste er sich eingehend mit dem Leben und Werk von Arno Schmidt; über ihn schrieb er 2022 eine Biografie von fast 1000 Seiten.

## Schriften (Auswahl)

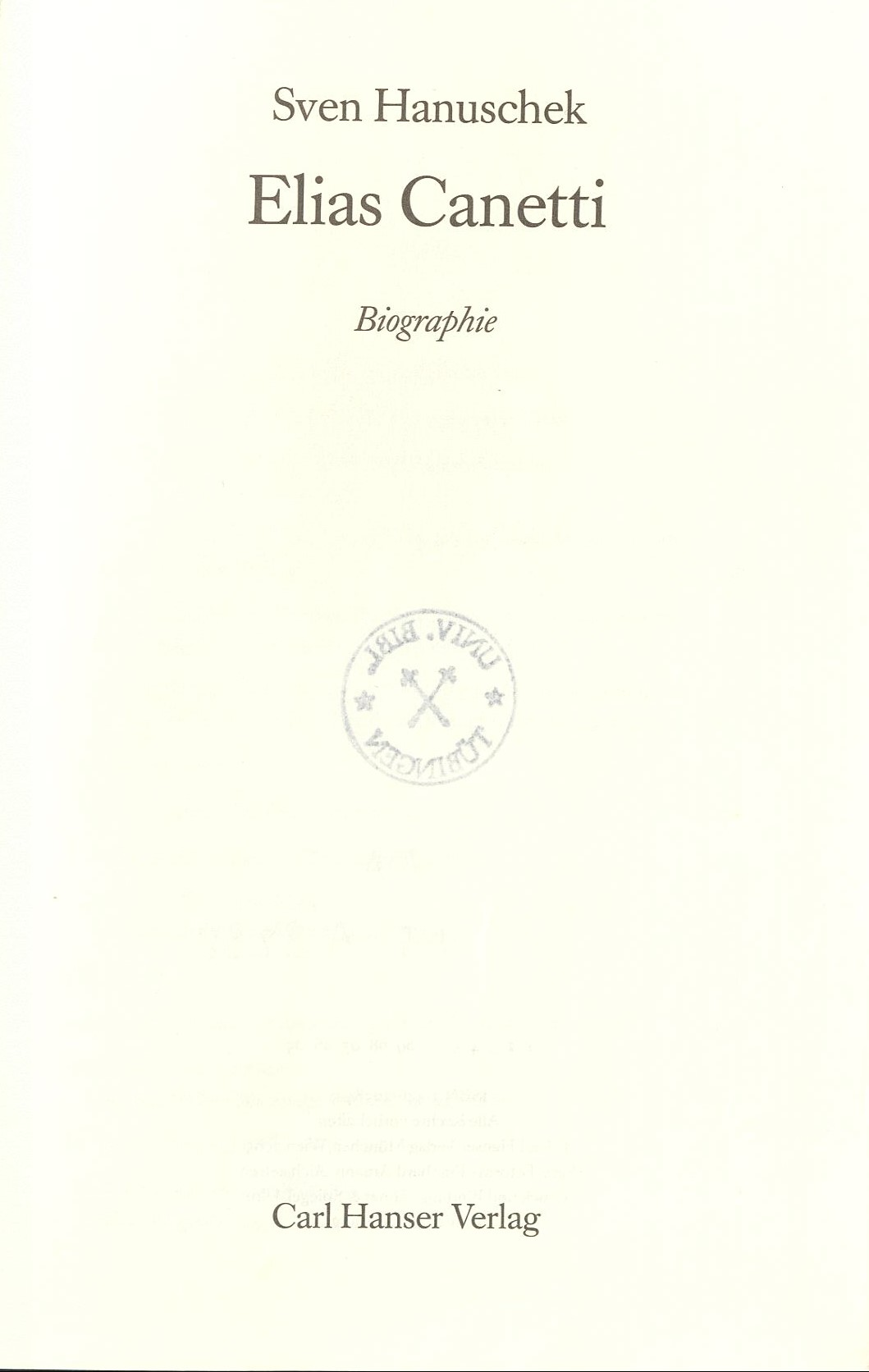
Elias Canetti (2005)

- „Ich nenne das Wahrheitsfindung“. Heinar Kipphardts Dramen und ein Konzept des Dokumentartheaters als Historiographie. Aisthesis-Verl., Bielefeld 1993, ISBN 3-925670-88-2 (Zugl.: München, Univ., Diss., 1993).
- Keiner blickt dir hinter das Gesicht. Das Leben Erich Kästners. Hanser, München, Wien 1999, ISBN 3-446-19565-3.
- als Herausgeber: Dieses Na ja!, wenn man das nicht hätte! Ausgewählte Briefe von 1909 bis 1972. Atrium-Verl., Zürich 2003, ISBN 3-85535-944-X.
- als Mitherausgeber: Das Blaue Buch. Geheimes Kriegstagebuch 1941-1945. Atrium-Verl., Zürich 2018, ISBN 3-85535-019-1.
- Arno Schmidt. Biografie. Hanser, München 2022, ISBN 978-3-446-27098-5.[4]
- als Herausgeber: Erich Kästner. Resignation ist kein Gesichtspunkt. Atrium Verlag, Zürich 2023, ISBN 978-3-85535-133-6
- Erich Kästner. 4. Aufl. (2018), Reinbek bei Hamburg, Rowohlt Taschenbuch Verlag 2004.
- Elias Canetti. Biographie. Carl Hanser, München 2005, ISBN 3-446-20584-5.